# Liste der venezolanischen Botschafter in St. Kitts und Nevis
Die venezolanische Botschaft befindet sich in der Delisle Street in Basseterre.

## Geschichte
Am 6. August 1862 wurde Jorge Wattley zum venezolanischen Konsul auf Saint Kitts ernannt. Am 31. Oktober 1983 nahmen die Regierungen von Saint Kitts-Nevis und Venezuela diplomatische Beziehungen auf.
| Ernennung     | Akkreditierung | Name                            | Bemerkungen                                                                                         | ernannt von    | akkreditiert während der Regierung von | Posten verlassen |
| ------------- | -------------- | ------------------------------- | --------------------------------------------------------------------------------------------------- | -------------- | -------------------------------------- | ---------------- |
| 20. Dez. 1988 | 1. Feb. 1989   | Lisan Stredel Balliache         | Ab 16. Februar 1973 Vice consul in Illinois und Indiana, 1996–2000: Botschafterin in Oslo und Riga. | Jaime Lusinchi | Kennedy Simmonds                       | 5. Dez. 1995     |
| 8. Dez. 1995  | 24. Jan. 1996  | Carlos Daniel Frontado          | | Rafael Caldera | Denzil Douglas                         | 19. Sep. 2000    |
| 3. Aug. 2000  | 24. Okt. 2000  | Myriam Cecilia Trocóniz Luzardo | [ 1 ]                                                                                               | Hugo Chávez    | Denzil Douglas                         | 2006             |
| 28. Dez. 2006 |                | Nelson Camacho                  | Geschäftsträger                                                                                     | Hugo Chávez    | Denzil Douglas                         | 26. Jan. 2007    |
| 3. Jan. 2008  |                | Cruz de Jesús Bello             | [ 3 ]                                                                                               | Hugo Chávez    | Denzil Douglas                         | 15. Feb. 2013    |

Quelle: